# Jules Gilliéron
Jules Gilliéron (La Neuveville, 21 dicembre 1854 – Ligerz, 24 aprile 1926) è stato un linguista e filologo svizzero, considerato fra i fondatori della geografia linguistica.

## Biografia
Patois de la commune de Vionnaz fu primo importante studio di Gilliéron, ricavato nel 1880 dalla sua tesi di laurea. Il metodo di lavoro era ancora quello classico e quindi si trattava di un'inchiesta solo fonetica. Gillieron si recò a Vionnaz e restò lì per un lungo periodo allo scopo di calarsi nella parlata del luogo. Il progetto fu utile per comprendere l'importanza che i locali davano sia al dialetto che alla lingua francese.
Nel 1881 scrisse Petit atlas phonétique du Valais roman, con esso iniziò a interessarsi alle parlate circostanti a Vionnaz e  a prendere in considerazione le dinamiche lessicali.
Intorno al 1902 si spostò a Parigi e qui venne incaricato da Gaston Paris di lavorare a un atlante linguistico della Francia. L'idea era quella di restituire un'idea dettagliata dei dialetti francesi. Gilliéron voleva però soprattutto capire il rapporto tra i dialetti e la lingua nazionale. Questo lo portò a redigere un questionario di tipo lessicale molto ampio (1900 domande in funzione del lessico, della morfologia e della sintassi). Introdusse neologismi per capire quanto penetravano le nuove parole nel dialetto e quali erano le direttrici di radiazione. I termini vennero posizionati all'interno di frasi adatte a una mentalità popolare e ordinate in maniera logica attraverso il significato. Lo studioso diresse l'inchiesta con un raccoglitore sul posto per interagire direttamente con i parlanti. Il raccoglitore doveva essere soltanto uno e non doveva essere un linguista di professione, ma semplicemente una persona dotata di un buon udito. Venne individuato il candidato perfetto in Edmond Edmont, un libraio appassionato di dialettologia dotato di un orecchio finissimo. Gilliéron decise di non prendere in considerazione le zone di confine, i punti germanofoni e la Corsica, perché non li ritenne pertinenti all'inchiesta. Ci furono invece sconfinamenti in Belgio, Svizzera e Italia per via di alcune parlate utili alla ricerca. Venne usato il metodo dell'equidistanza tra i punti, in modo da creare una rete di punti equilibrata. Edmont compì otto viaggi; si recava in un posto, trascriveva i dati dell'inchiesta e inviava tutto a Parigi (questo per evitare che tornasse su cosa aveva scritto cosicché l'inchiesta fosse fotografica); gli venne inoltre raccomandato di procedere a zig-zag per non farsi influenzare dalle parlate vicine e non essere prevenuto in alcun modo. Le carte linguistiche vennero ordinate alfabeticamente (questo metodo non sarà più usato perché metteva in secondo piano gli aspetti culturali e fonici). La pubblicazione iniziò nel 1902  e andò avanti fino al 1910 con 36 fascicoli pubblicati.
Dal 1883 fino alla morte insegnò all'École pratique des hautes études.
Nel 1913 Gillieron ottenne la Legion d'Onore.

## Opere principali
- La Faillite de l'étymologie phonétique: résumé de conférences faites à l'École pratique des hautes études (1919), Neuveville: Beerstecher.
- Atlas Linguistique de la France (1902–1910) (con Edmond Edmont), Paris: E. Champion.
- Pathologie et thérapeutique verbales (1921), Paris: E. Champion.
- Les étymologies des étymologistes et celles du peuple (1922), Paris: E. Champion.
- Ménagiana du XXe siècle (1922), Paris: E. Champion.
- Thaumaturgie linguistique (1923), Paris: E. Champion.